# Disturbia (bài hát)
"Disturbia" là một bài hát của nghệ sĩ thu âm người Mỹ Rihanna nằm trong phiên bản tái phát hành Good Girl Gone Bad: Reloaded (2008) của album phòng thu thứ ba của cô, Good Girl Gone Bad (2007). Nó được phát hành như là đĩa đơn thứ ba trích từ album tái bản (thứ bảy nếu tính cả những đĩa đơn từ album gốc) vào ngày 17 tháng 6 năm 2008 bởi Def Jam Recordings và SRP Records. Bài hát được đồng viết lời bởi bạn trai lúc bấy giờ của Rihanna Chris Brown với Robert Allen, Andre Merritt và Brian Kennedy, người cũng đồng thời chịu trách nhiệm sản xuất nó với Makeba Riddick. Ban đầu, "Disturbia" được sáng tác cho phiên bản tái phát hành của album phòng thu thứ hai của Brown, Exclusive (2007), tuy nhiên anh đã quyết định để Rihanna thể hiện sau khi cảm thấy rằng bài hát sẽ thích hợp với một nghệ sĩ nữ hơn. Sau đó, nữ ca sĩ đã chủ động tiếp cận và thuyết phục chủ tịch hãng đĩa L.A. Reid lần đầu tiên trong sự nghiệp để phát hành nó làm đĩa đơn tiếp theo cho Good Girl Gone Bad: Reloaded.
"Disturbia" là một bản electropop kết hợp với những yếu tố từ dance-pop với nội dung mang lời lẽ đen tối và đề cập đến những trải nghiệm đau khổ, lo âu và bối rối của một người. Sau khi phát hành, bài hát nhận được những phản ứng tích cực từ các nhà phê bình âm nhạc, trong đó họ đánh giá cao giai điệu tăm tối nhưng bắt tai, nội dung lời bài hát cũng như quá trình sản xuất của nó, đồng thời so sánh bài hát với đĩa đơn trước của Rihanna, "Don't Stop the Music". "Disturbia" cũng tiếp nhận những thành công vượt trội về mặt thương mại, đứng đầu các bảng xếp hạng ở Brazil và New Zealand, cũng như lọt vào top 10 ở hầu hết những quốc gia nó xuất hiện, bao gồm vươn đến top 5 ở nhiều thị trường lớn như Áo, Bỉ, Canada, Đan Mạch, Phần Lan, Pháp, Đức, Hungary, Ireland, Na Uy, Ba Lan, Thụy Điển, Thụy Sĩ và Vương quốc Anh. Tại Hoa Kỳ, nó đạt vị trí số một trên bảng xếp hạng Billboard Hot 100 trong hai tuần liên tiếp, trở thành đĩa đơn quán quân thứ ba từ Good Girl Gone Bad và thứ tư của Rihanna, đồng thời bán được hơn 4.8 triệu bản tại đây.
Video ca nhạc cho "Disturbia" được đạo diễn bởi cộng tác viên quen thuộc của Rihanna Anthony Mandler, người đã hợp tác với cô trong video ca nhạc của nhiều đĩa đơn trước như "Shut Up and Drive" (2007), "Hate That I Love You" (2007) và "Take a Bow" (2008), trong đó bao gồm những cảnh nữ ca sĩ trình diễn bài hát ở nhiều địa điểm khác nhau như phòng giam và buồng chứa khí. Để quảng bá bài hát, Rihanna đã trình diễn nó trên nhiều chương trình truyền hình và lễ trao giải lớn, bao gồm Sessions@AOL, Star Academy France và giải Video âm nhạc của MTV năm 2008, cũng như trong nhiều chuyến lưu diễn trong sự nghiệp của cô. Kể từ khi phát hành, "Disturbia" đã gặt hái nhiều giải thưởng và đề cử tại những lễ trao giải lớn, bao gồm chiến thắng tại giải thưởng âm nhạc NRJ năm 2009 cho Bài hát quốc tế xuất sắc nhất và một đề cử giải Grammy ở hạng mục Thu âm nhạc dance xuất sắc nhất tại lễ trao giải thường niên lần thứ 51. Tính đến nay, nó đã bán được hơn 7.8 triệu bản trên toàn cầu, trở thành một trong những đĩa đơn bán chạy nhất mọi thời đại.

## Danh sách bài hát
| Tải kĩ thuật số 1. "Disturbia" (bản album) – 3:58 2. "Disturbia" (không lời) – 3:58 EP phối lại 1. "Disturbia" (Jody Den Broeder phối lại) – 7:45 2. "Disturbia" (Craig C's Master Vocal phối) – 9:17 3. "Disturbia" (Craig C's and Nique's Tribal Mayhem phối) – 8:21 4. "Disturbia" (Jody Den Broeder Bum Bum Dub) – 8:15 5. "Disturbia" (Craig C's Disturbstramental phối) – 9:17 | EP tại Pháp 1. "Disturbia" (bản album) – 4:00 2. "Disturbia" (Jody den Broeder radio chỉnh sửa) – 3:52 3. "Disturbia" (không lời) – 3:58 Đĩa CD tại Đức và Anh quốc 1. "Disturbia" – 3:58 2. "Disturbia" (Jody den Broeder radio chỉnh sửa) – 3:52 3. "Disturbia" (không lời) – 3:58 4. "Disturbia" (video ca nhạc) – 4:20 |

## Thành phần thực hiện
Thành phần thực hiện được trích từ ghi chú của Good Girl Gone Bad: Reloaded, Def Jam Recordings.
Thu âm và phối khí
- Thu âm tại Rocky Mountain Recorders ở Denver, Colorado.
- Phối khí tại Soapbox Studios ở Atlanta, Georgia.

Thành phần
- Giọng hát - Rihanna
- Viết lời – Brian Kennedy, Chris Brown, Robert Allen, Andre Merritt
- Sản xuất – Brian Kennedy, Makeba Riddick (sản xuất giọng hát)
- Giọng nền - Chris Brown, Andre Meritt
- Kỹ sư - Josh Houghkirk
- Phối khí - Phil Tan
- Hỗ trợ phối khí - Carlos Oyanedel
- Thu âm - Andrew Vastola

## Xếp hạng
| Bảng xếp hạng (2008-09)                  | Vị trí cao nhất |
| ---------------------------------------- | --------------- |
| Úc (ARIA)                                | 6               |
| Áo (Ö3 Austria Top 40)                   | 4               |
| Bỉ (Ultratop 50 Flanders)                | 1               |
| Bỉ (Ultratop 50 Wallonia)                | 4               |
| Brazil (ABPD)                            | 1               |
| Canada (Canadian Hot 100)                | 2               |
| Cộng hòa Séc (Rádio Top 100)             | 10              |
| Đan Mạch (Tracklisten)                   | 4               |
| Châu Âu (European Hot 100 Singles)       | 2               |
| Phần Lan (Suomen virallinen lista)       | 2               |
| Pháp (SNEP)                              | 3               |
| Đức (Official German Charts)             | 5               |
| Hungary (Rádiós Top 40)                  | 4               |
| Hungary (Dance Top 40)                   | 5               |
| Ireland (IRMA)                           | 4               |
| Israel (Media Forest)                    | 2               |
| Ý (FIMI)                                 | 14              |
| Hà Lan (Dutch Top 40)                    | 10              |
| Hà Lan (Single Top 100)                  | 12              |
| New Zealand (Recorded Music NZ)          | 1               |
| Na Uy (VG-lista)                         | 3               |
| Ba Lan (Airplay Chart)                   | 2               |
| Bồ Đào Nha (Billboard)                   | 6               |
| Slovakia (Rádio Top 100)                 | 7               |
| Tây Ban Nha (PROMUSICAE)                 | 10              |
| Thụy Điển (Sverigetopplistan)            | 4               |
| Thụy Sĩ (Schweizer Hitparade)            | 4               |
| Anh Quốc (OCC)                           | 3               |
| Hoa Kỳ Billboard Hot 100                 | 1               |
| Hoa Kỳ Adult Pop Airplay (Billboard)     | 31              |
| Hoa Kỳ Dance Club Songs (Billboard)      | 1               |
| Hoa Kỳ Hot R&B/Hip-Hop Songs (Billboard) | 88              |
| Hoa Kỳ Pop Airplay (Billboard)           | 1               |
| Hoa Kỳ Rhythmic (Billboard)              | 8               |
| Venezuela Pop Rock (Record Report)       | 1               |

| Bảng xếp hạng (2008)                 | Vị trí |
| ------------------------------------ | ------ |
| Australia (ARIA)                     | 22     |
| Australia Urban (ARIA)               | 16     |
| Austria (Ö3 Austria Top 75)          | 45     |
| Belgium (Ultratop 50 Flanders)       | 23     |
| Belgium (Ultratop 40 Wallonia)       | 71     |
| Canada (Canadian Hot 100)            | 8      |
| Europe (European Hot 100 Singles)    | 17     |
| Finland (Suomen virallinen lista)    | 9      |
| France (SNEP)                        | 49     |
| Germany (Official German Charts)     | 41     |
| Hungary (Rádiós Top 40)              | 34     |
| Hungary (Dance Top 40)               | 36     |
| Ireland (IRMA)                       | 18     |
| Italy (FIMI)                         | 50     |
| Netherlands (Dutch Top 40)           | 38     |
| Netherlands (Single Top 100)         | 51     |
| New Zealand (Recorded Music NZ)      | 21     |
| Norway (VG-lista)                    | 20     |
| Sweden (Sverigetopplistan)           | 36     |
| Switzerland (Schweizer Hitparade)    | 21     |
| UK Singles (Official Charts Company) | 18     |
| US Billboard Hot 100                 | 16     |
| US Pop Songs (Billboard)             | 11     |
| US Rhythmic (Billboard)              | 40     |
| Bảng xếp hạng (2009)                 | Vị trí |
| Australia Urban (ARIA)               | 41     |
| Europe (European Hot 100 Singles)    | 49     |
| Hungary (Rádiós Top 40)              | 52     |
| Hungary (Dance Top 40)               | 81     |
| Spain (PROMUSICAE)                   | 46     |
| Switzerland (Schweizer Hitparade)    | 74     |
| US Billboard Hot 100                 | 77     |

| Bảng xếp hạng (2000-09) | Vị trí |
| ----------------------- | ------ |
| US Billboard Hot 100    | 64     |

| Bảng xếp hạng        | Vị trí |
| -------------------- | ------ |
| US Billboard Hot 100 | 471    |

## Chứng nhận
| Quốc gia                                                                           | Chứng nhận  | Số đơn vị/doanh số chứng nhận |
| ---------------------------------------------------------------------------------- | ----------- | ----------------------------- |
| Úc (ARIA)                                                                          | 5× Bạch kim | 350.000^                      |
| Bỉ (BEA)                                                                           | Vàng        | 15.000*                       |
| Đan Mạch (IFPI Đan Mạch)                                                           | Bạch kim    | 15.000^                       |
| Phần Lan (Musiikkituottajat)                                                       | —           | 3,514                         |
| Pháp (SNEP)                                                                        | —           | 99,810                        |
| Đức (BVMI)                                                                         | Vàng        | 250.000‡                      |
| Ý (FIMI)                                                                           | Bạch kim    | 20.000*                       |
| New Zealand (RMNZ)                                                                 | Bạch kim    | 15.000*                       |
| Tây Ban Nha (PROMUSICAE)                                                           | Vàng        | 10.000*                       |
| Thụy Điển (GLF)                                                                    | Vàng        | 10.000‡                       |
| Anh Quốc (BPI)                                                                     | Bạch kim    | 600.000^                      |
| Hoa Kỳ (RIAA)                                                                      | 6× Bạch kim | 4,800,000                     |
| * Chứng nhận dựa theo doanh số tiêu thụ. ^ Chứng nhận dựa theo doanh số nhập hàng. |             |                               |